# 新沃佳內 (扎波羅熱州)
47°25′45″N 34°41′24″E / 47.42917°N 34.69000°E
新沃佳內（烏克蘭語：Нововодяне）是位於烏克蘭東南部的村莊，由扎波羅熱州瓦西里夫卡區的沃佳內市鎮負責管轄。該村始建於1918年，面積2.95平方公里，2001年人口1,939，人口密度每平方公里657.1人。